# IC 4163
IC 4163 ist eine kompakte Galaxie vom Hubble-Typ C im Sternbild Coma Berenices am Nordsternhimmel, die schätzungsweise 858 Millionen Lichtjahre von der Milchstraße entfernt ist.
Das Objekt wurde am 27. Januar 1904 vom deutschen Astronomen Max Wolf entdeckt.